# Reichsverband der Sippenforscher und Heraldiker
Am 20. Dezember 1935 wurde auf Initiative von Kurt Mayer in Berlin die Vereinigung der Berufssippenforscher e. V. (VBS) gegründet.
Kommissarischer Obmann und Stellvertreter Mayers im Vorstand des VBS wurde zunächst Erich Wentscher.
Zur 1. Mitgliederversammlung des VBS am 28. November 1936 in Potsdam zählte der Verein 325 Mitglieder. Wegen Korruption und Vetternwirtschaft treten Wentscher und der seit September 1936 arbeitende Geschäftsführer, Franz Stadtmüller von ihren Ämtern zurück. Neuer Obmann wird (der vom Ehrengast Kurt Mayer eingesetzte) Karl Themel.
Zur 2. Mitgliederversammlung am 16. August 1939 gab sich die Vereinigung, die mehr als 400 Mitglieder hatte, die neue Bezeichnung Reichsverband der Sippenforscher und Heraldiker e. V. (RSH). Das Büro des VBS (später RSH) befand sich, wie auch die Geschäftsstelle des Volksbundes der deutschen sippenkundlichen Vereine (VSV), bis 1937 in den Räumen der Reichsstelle für Sippenforschung (RfS) in Berlin, Potsdamer Straße 77.
Zweck des Vereins RSH war es gemäß § 2 der Satzung, seinen Mitgliedern den Zugang zu den Archiven, Büchereien, Museen und sonstigen Sammlungen zu erleichtern, die Standesehre der Mitglieder zu wahren und ihnen gebührende Anerkennung in der Öffentlichkeit zu verschaffen, ihre Interessen gegenüber Gesetzgebung und Behörden zu vertreten und den Mitgliedern mit Rat und Tat zur Seite zu stehen.
Der (rassen)ideologische Schwerpunkt des RSH wird von Karl Themel und Bernhard Freudenberg im Vorwort zum Mitgliederverzeichnisse des RSH klar zum Ausdruck gebracht: Der Öffentlichkeit legen wir mit diesem Heft das Verzeichnis aller Mitglieder des Reichsverbandes der Sippenforscher und Heraldiker vor, deren besondere Lebensarbeit es ist, den deutschen Volksgenossen bei dem Nachweis der Deutschblütigkeit zu helfen...
Gemäß § 4 der Satzung des RSH darf als Mitglied nur aufgenommen werden, wer
1. deutschblütig, mündig und unbescholten ist,
2. die erforderlichen sippenkundlichen oder heraldischen Fachkenntnisse nachweisen kann,
3. politisch zuverlässig ist.

Gemäß § 9 der Satzung bestellt der Direktor der Reichsstelle für Sippenforschung (RfS) ein Mitglied zum Vorstand. Dieses Mitglied führt die Amtsbezeichnung Obmann. Der Stellvertreter des Obmanns wird ebenfalls vom Direktor der RfS bestimmt.
1941 führt der RSH in seinem Mitgliederverzeichnis 620 Mitglieder.